# Diani-Galago
Der Diani-Galago (Paragalago cocos, Syn.: Galagoides cocos) ist eine kleine Primatenart aus der Familie der Galagos (Galagonidae). Er kommt in Ostafrika in immergrünen Wäldern der Küstenregionen Kenias von Malindi bis zur Grenze nach Tansania, in der nordöstlichsten Ecke Tansanias und in Galeriewäldern entlang des Unterlaufes des Tana vor.

## Merkmale

Das Verbreitungsgebiet des Diani-Galagos

Der Diani-Galago ist eine kryptische Art, die sich äußerlich kaum vom Sansibar-Galago (Galago zanzibaricus) und dem Grant-Galago (Galago granti) unterscheidet. Das Verbreitungsgebiet des Sansibar-Galago schließt sich südlich an das des Diani-Galagos an. Der Grant-Galago kommt vom südlichen Tansania bis zum südlichen Mosambik vor. Alle drei Arten wurden früher unter dem Namen Galago zanzibaricus zu einer einzigen polytypischen Art zusammengefasst. 
Die drei Arten können vor allem anhand ihrer unterschiedlichen Laute unterschieden werden. Die Schnauze steht beim Diani-Galago mehr vor als bei den anderen beiden Arten. Sie ist sehr dunkel, fast schwarz, bei den anderen Arten eher gräulich. Die Ohren sind beim Diani-Galago und dem Sansibar-Galago hinten dunkel, beim Grant-Galago ist die Hinterseite schwarz. Sie sind beim Diani-Galago selten länger als 38 mm, beim Sansibar-Galago beträgt die Maximallänge 35 bzw. 33 mm (Unterart G. zanzibaricus udzungwensis), beim Grant-Galago, dessen Ohren breiter sind als die der anderen Arten, liegt die Ohrlänge bei 37 mm. Das Rückenhaar ist beim Diani-Galago ca. 10 mm lang und hat gelbbraune Spitzen, beim Sansibar-Galago sind die Haare 8 bis 9 mm lang mit zimtfarbenen, rotbraunen oder gelbbraunen Spitzen (G. zanzibaricus udzungwensis), beim Grant-Galago ca. 12 mm lang mit gelbbraunen Spitzen die leicht rosig schimmern. Der Schwanz ist beim Diani-Galago mit dichtem, weichem Fell bedeckt, dessen Haare etwa 14 mm lang sind. Er hat bei einigen Exemplaren dieselbe gelbbraune Farbe wie der Rücken, bei anderen ist das Schwanzende dunkler. Der Schwanz des Sansibar-Galagos ist nur spärlich mit drahtigem Haar bedeckt, der des Grant-Galagos buschig mit dicht stehenden Haaren, dunklerer Farbe als am Rücken und bei einigen Exemplaren mit weißer Spitze.

## Systematik
Die Galagos der kenianischen Küstenregion wurden 1912 durch den US-amerikanischen Zoologen Edmund Heller als Galago moholi cocos beschrieben und damit als Unterart dem Moholi-Galago (Galago moholi) zugeordnet.
1913 wurden sie durch Daniel Giraud Elliot als Galago cocos in den Rang einer eigenständigen Art erhoben, später jedoch von verschiedenen Autoren als Unterart dem Somalia-Galago (Galago gallarum) oder dem Sansibar-Galago zugeordnet, oder mit dem Sansibar-Galago synonymisiert. Erst in jüngster Zeit werden sie wieder als eigenständige, zur Gattung Paragalago gehörende Art angesehen.